# Daikaijū Varan
Daikaijū Varan (大怪獣バラン Daikaijū Baran?)  es una película japonesa del género kaiju de 1958 producida por Tomoyuki Tanaka, dirigida por Ishirō Honda y protagonizada por Kôzô Nomura, Ayumi Sonoda y Fumito Matsuo, con Haruo Nakajima como Varan. 

## Reparto
Personajes:
- Kozo Nomura como Kenji Uozaki.
- Ayumi Sonoda como Yuriko Sinjo.
- Fumindo Matsuo como Motohiko Horiguti.
- Hisaya Ito como Ichiro Sinjo.
- Nadao Kirino como Yutaka Kawata.
- Koreya Senda como Dr. Sugimoto
- Fuyuki Murakami como Dr. Majima
- Akihiko Hirata como Dr. Fujimura
- Minosuke Yamada como director general de la Agencia de Defensa.
- Akio Kusama como Coronel Kusama.
- Yoshio Tsuchiya como Katsumoto, teniente comandante.
- Yoshifumi Tajima como Capitán Marítimo, Fuerza de Autodefensa.
- Kin Sugai como Medium.

Monstruos:
- Haruo Nakajima y Katsumi Tezuka como Varan.

## Lanzamiento
Daikaijū Varan fue distribuido en cines de Japón por Toho el 14 de octubre de 1958.